# Marina di Castagneto Carducci
Marina di Castagneto Carducci est une frazione située sur la commune de Castagneto Carducci, province de Livourne, en Toscane, Italie. Au moment du recensement de 2011 sa population était de 237 habitants.
Dans le village se trouve le Cavallino Matto, le principal parc d'attractions en Toscane.

## Géographie
Le hameau est une station balnéaire située dans la Maremme sur la côte tyrrhénienne, à 58 km au sud de la ville de Livourne.

## Monuments
- Église Santa Mari Assunta, église paroissiale[2]
- Villa Margherita, ancienne villa de la famille Della Gherardesca
- Fort de Marina di Castagneto (XVIIIe siècle)